# NOS-Stereosystem
Das NOS-Stereosystem beschreibt eine besondere Mikrofonanordnung für die Tonaufnahme in Lautsprecherstereofonie.

Mikrofone in NOS-Anordnung

Diese Mikrofonierung wurde um das Jahr 1960 von Toningenieuren des niederländischen Rundfunks, genannt Nederlandse Omroep Stichting, entwickelt. Darum der Name NOS.
Durch eine Reihe praktischer Versuche fanden sie ein Stereo-Hauptmikrofonsystem, das eine recht gleichmäßige Verteilung der Phantomschallquellen auf der Stereo-Lautsprecherbasis als Hörereignisrichtung (Schalleinfallswinkel) ergibt, bei einem wirksamen Aufnahmebereich des Mikrofonsystems von ±40,5° = 81°. Dieses System wurde empirisch mit zwei Kleinmembranmikrofonen mit Nierencharakteristik festgelegt. Es ergab sich hierbei ein Gesamt-Achsenwinkel, der mit α = ±45° = 90° nach außen gewinkelt ist und eine Mikrofonbasis von a = 30 cm hat. 
Bei der Bildung der jeweiligen Hörereignisrichtung wirken frequenzneutrale Interchannel-Pegeldifferenzen ∆ L und gleichsinnige Interchannel-Laufzeitdifferenzen ∆ t als Lautsprechersignale zusammen. Diese Aufnahmetechnik wird gemischte Stereofonie oder Äquivalenz-Stereofonie genannt. Somit wird gleichzeitig die Intensitätsstereofonie und die Laufzeitstereofonie angewendet. Das Verwenden dieser Signalunterschiede wird mit Äquivalenz bezeichnet.
Üblicherweise muss dieses spezielle Mikrofonsystem vom Toningenieur aus zwei Einzel-Kleinmembranmikrofonen zusammengesetzt werden. Großmembranmikrofone sollten wegen der unausgeglichenen Richtcharakteristiken bei verschiedenen Frequenzen nicht dazu verwendet werden.
Es erscheint ratsam, selbst mit den beiden Parametern Achsenwinkel α für Δ L und Mikrofonbasis a für Δ t zu experimentieren.
Eine Tonaufnahme mit einem Hauptmikrofonsystem wird häufig noch durch Stützmikrofone ergänzt.